# ITASE
A International Trans-Antarctic Scientific Expedition (ITASE) foi criada em 1990 com o propósito de estudar as mudanças climáticas através de pesquisas condizidas na Antártida. Este continente foi o escolhido porque é o sítio óptimo para estudar a atmosfera devido à sua localização remota e ambiente relativamente não perturbado. Pesquisas em muitos campos foram conduzidos na Antártida através da ITASE, incluindo astronomia, ciências atmosféricas, biologia, geociências, ciências ambientais, geologia, glaciologia, biologia marinha, oceanografia e geofísica